# Tomás Azevedo
Tomás Alexandre Rente de Azevedo (Azeitão, Portugal, 12 de octubre de 2000) es un futbolista portugués que juega como centrocampista en el S. L. Benfica "B" de la Segunda División de Portugal.

## Trayectoria
El 27 de julio de 2019 firmó un contrato profesional con el S. L. Benfica "B". Debutó como profesional con el Benfica "B" en una victoria por 2-0 en la Segunda División de Portugal contra el Casa Pia A. C. el 7 de febrero de 2021.

## Estadísticas

### Clubes
Actualizado al último partido disputado el 28 de febrero de 2021.
| Club                       | Div.          | Temporada     | Liga  | Liga  | Copas nacionales | Copas nacionales | Copas internacionales | Copas internacionales | Total | Total |
| Club                       | Div.          | Temporada     | Part. | Goles | Part.            | Goles            | Part.                 | Goles                 | Part. | Goles |
| -------------------------- | ------------- | ------------- | ----- | ----- | ---------------- | ---------------- | --------------------- | --------------------- | ----- | ----- |
| S. L. Benfica "B" Portugal | 2.ª           | 2020-21       | 4     | 0     | —                | —                | —                     | —                     | 4     | 0     |
| S. L. Benfica "B" Portugal | 2.ª           | 2021-22       | 0     | 0     | —                | —                | —                     | —                     | 0     | 0     |
| S. L. Benfica "B" Portugal | 2.ª           | 2022-23       | 0     | 0     | —                | —                | —                     | —                     | 0     | 0     |
| S. L. Benfica "B" Portugal | Total club    | Total club    | 4     | 0     | 0                | 0                | 0                     | 0                     | 4     | 0     |
| Total carrera              | Total carrera | Total carrera | 4     | 0     | 0                | 0                | 0                     | 0                     | 4     | 0     |